# Ilaria
Ilaria is een geslacht van uitgestorven buideldieren uit de familie Ilariidae, verwanten van de wombats. Ze leefden tijdens het Laat-Oligoceen in Australië en waren herbivoren.

## Soorten
Het geslacht Ilaria omvat twee soorten:
- I. illumidens is bekend van fossiele vondsten uit de Namba-formatie bij Lake Pinpa in Zuid-Australië. Van deze soort zijn een gedeeltelijke schedel en delen van de onderkaak, gebit, wervels, schouderbladen, ribben en poten gevonden. I. illumidens was zo groot als een kalf met een geschat gewicht van 215 kilogram. Het was een bladeter.

- I. lawsoni is beschreven op basis van fossiele vondsten bij Lake Palanjarunna in de Tirariwoestijn in Zuid-Australië.